# Bon Voyage!
Bon voyage! és una pel·lícula de James Neilson estrenada el 1962, produïda pels Estudis Walt Disney. Fidel a la seva política de l'època, la pel·lícula també va sortir com a còmic.
La pel·lícula posa en escena la família Willard en un viatge a Europa.

## Repartiment
- Fred MacMurray
- Jane Wyman
- Deborah Walley
- Tommy Kirk
- Kevin Corcoran

## Nominacions
- Oscar al millor vestuari per Bill Thomas
- Oscar al millor so per Robert O. Cook